# SPA Östliche Deutsche Bucht
SPA Östliche Deutsche Bucht este o arie protejată (arie de protecție specială avifaunistică — SPA) din Germania întinsă pe o suprafață de 313.513 ha, integral marine.

## Localizare
Centrul sitului SPA Östliche Deutsche Bucht este situat la coordonatele 54°50′37″N 7°41′10″E / 54.8436°N 7.6861°E.

## Înființare
Situl SPA Östliche Deutsche Bucht a fost declarat arie de protecție specială avifaunistică în mai 2004 pentru a proteja 22 de specii de animale.

## Biodiversitate
Situată în ecoregiunea atlantică, aria protejată conține 2 habitate naturale: Bancuri de nisip acoperite în permanență slab de apă marină, Recifuri.
La baza desemnării sitului se află mai multe specii protejate:
- păsări (17): alca (Alca torda), Fulmarus glacialis, Gavia arctica arctica, cufundar mic (Gavia stellata), Larus argentatus, pescăruș sur (Larus canus), Larus fuscus intermedius, Larus marinus, pescăruș mic (Larus minutus), pescăruș râzător (Larus ridibundus), sula bassana (Morus bassanus), Podiceps cristatus cristatus, Rissa tridactyla, chiră de baltă (Sterna hirundo), Sterna paradisaea, chiră de mare (Sterna sandvicensis), Uria aalge aalge
- mamifere (3): Halichoerus grypus, focă obișnuită (Phoca vitulina), marsuin (Phocoena phocoena)
- pești (2): Alosa fallax, Lampetra fluviatilis

Pe lângă speciile protejate, pe teritoriul sitului au mai fost identificate 46 de specii de nevertebrate, 4 specii de pești.